# 東行田駅

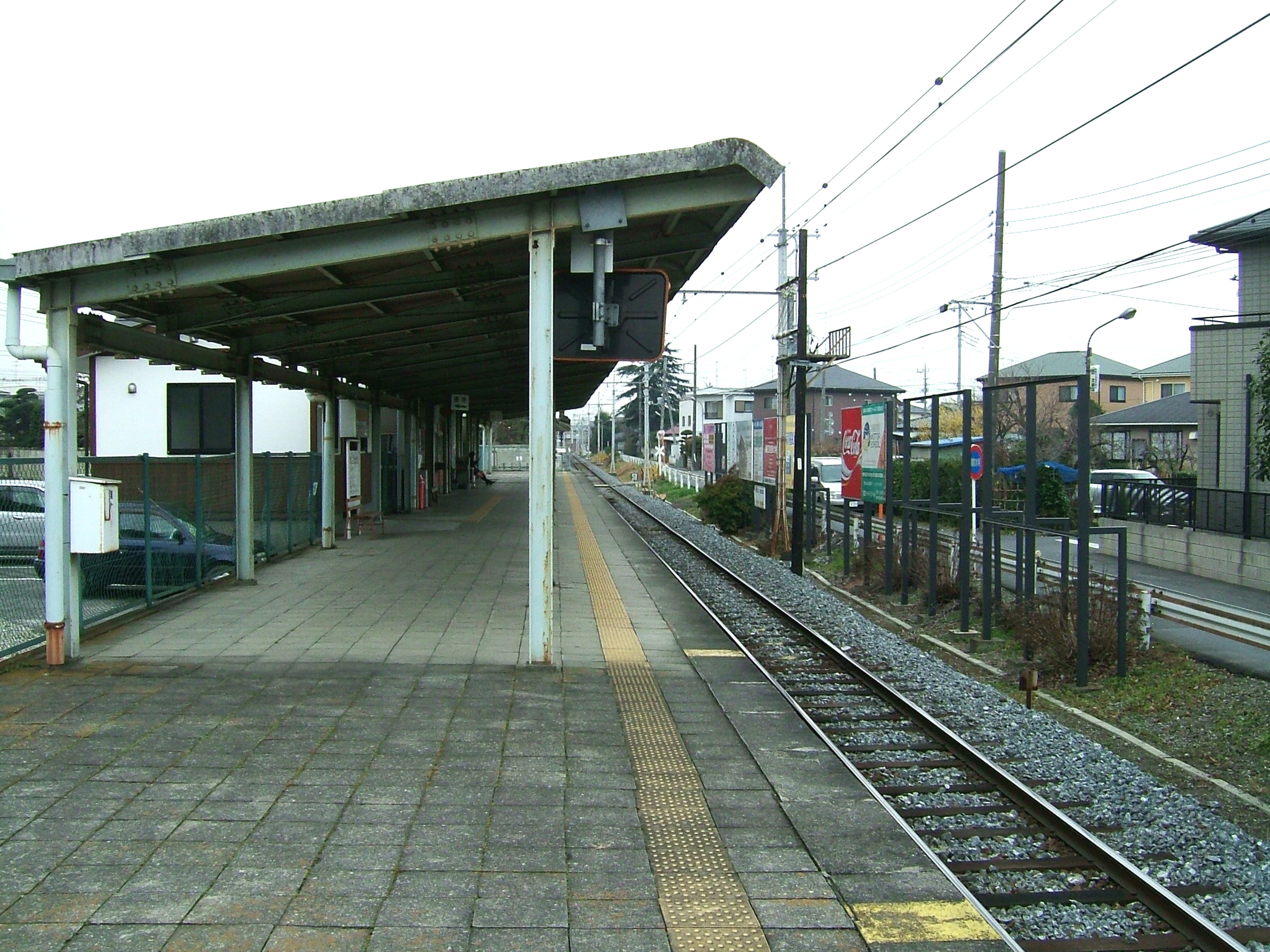
ホーム（2008年1月）

東行田駅（ひがしぎょうだえき）は、埼玉県行田市桜町二丁目にある秩父鉄道秩父本線の駅である。駅番号はCR05。

## 歴史
- 1932年（昭和7年）：開業[1]。
- 2022年（令和4年）3月12日：ICカード「PASMO」の利用が可能となる[2]。同時に無人化[2]。

## 駅構造
単式ホーム1面1線を有する地上駅で、線路を跨がずにホームに直接入ることができる構造になっている。簡易PASMO改札機・PASMOチャージ機設置駅。
2022年（令和4年）春のIC乗車券導入に伴い無人駅となった。
駅舎は1枚屋根の平屋である。この駅舎は行田市を舞台にした漫画「埼玉の女子高生ってどう思いますか？」（渡邉 ポポ・作、2018年10月、新潮社）の第1巻表紙で描かれている。
待合室（エアコン等の空調設備はない）は改札外にあり、改札内から入ることはできない。また、有人の売店は存在しないが、改札外に新聞と飲料の自動販売機がある。
その他改札内にトイレがある
平屋建てであるが、野外と改札・ホームの間には高低差があり、行き来するには主に階段の利用となる。バリアフリー施設としてはスロープが設置されている（機械的に段差を超える装置は設置されていない）。
列車接近・到着・出発時にメロディ等は流れないが、ホームの両端に踏切が接しており、その警報音がホーム上からも聴こえる為、列車接近を認知することは可能。
早朝5時台に当駅始発の三峰口行きの列車が1本設定されている（当駅→熊谷駅方面の初電）。2013年3月16日のダイヤ改正で、夜23時に秩父鉄道全列車の終電車となる当駅終着列車1本と共に設定された。2021年3月13日のダイヤ改正で当駅終着列車は廃止されたが、2022年10月のダイヤ改正で復活した。

## 利用状況
2021年度の利用者数は秩父線37駅中4位である。住宅街の中に位置しており、行田工業団地、埼玉県立進修館高等学校、埼玉県立総合教育センター、ハローワーク行田、行田労働基準監督署、県土整備事務所等の最寄り駅であるため利用者が多い。これは、他社線接続駅の熊谷駅、羽生駅、寄居駅に次ぐ利用者数である。
年度ごとの1日平均乗車人員は以下の通り。
| 年度               | 乗車人員 （1日平均） |
| ------------------ | -------------------- |
| 1999年（平成11年） | 1,686                |
| 2000年（平成12年） | 1,637                |
| 2001年（平成13年） | 1,577                |
| 2002年（平成14年） | 1,490                |
| 2003年（平成15年） | 1,377                |
| 2004年（平成16年） | 1,354                |
| 2005年（平成17年） | 1,280                |
| 2006年（平成18年） | 1,202                |
| 2007年（平成19年） | 1,193                |
| 2008年（平成20年） | 1,211                |
| 2009年（平成21年） | 1,199                |
| 2010年（平成22年） | 1,197                |
| 2011年（平成23年） | 1,237                |
| 2012年（平成24年） | 1,246                |
| 2013年（平成25年） | 1,250                |
| 2014年（平成26年） | 1,258                |
| 2015年（平成27年） | 1,222                |
| 2016年（平成28年） | 1,214                |
| 2017年（平成28年） | 1,217                |
| 2018年（平成29年） | 1,200                |
| 2019年（令和元年） | 1,176                |
| 2020年（令和2年）  | 906                  |
| 2021年（令和3年）  | 1,001                |

## 駅周辺
- 埼玉県立進修館高等学校
- 行田市立長野中学校
- 行田市立桜ヶ丘小学校
- 行田労働基準監督署
- 埼玉県立総合教育センター
- 行田桜町郵便局
- 行田中央総合病院
- 行田市保健センター
- ハローワーク行田
- 行田県土整備事務所
- 埼玉県道128号熊谷羽生線（浮き城通り／元国道125号）
- 埼玉県道7号佐野行田線
- 横田酒造
- かつや 埼玉行田桜町店 - 徒歩約3分（242m）[8]
- 酒巻導水路
- 玉野用水

### 路線バス
- 2025年4月現在、駅前にバスは乗り入れていない。徒歩5分弱程度の位置にある朝日バス「桜町」停留所または「長野ロータリー」停留所が最寄となる（吹上駅 行き／行田折り返し場・総合教育センター・工業団地 行き）

## 隣の駅
秩父鉄道
■秩父本線
■急行「秩父路」（土休日のみ運転）
通過
□各駅停車
武州荒木駅 (CR04) - 東行田駅 (CR05) - 行田市駅 (CR06)